# Eilema leucanicula
Eilema leucanicula är en fjärilsart som beskrevs av De Toulgoët 1954. Eilema leucanicula ingår i släktet Eilema och familjen björnspinnare. Inga underarter finns listade i Catalogue of Life.